# Zemský okres Mettmann
Zemský okres Mettmann (německy Kreis Mettmann) je zemský okres v německé spolkové zemi Severní Porýní-Vestfálsko, ve vládním obvodu Düsseldorf. Sídlem správy zemského okresu je město Mettmann. Má přibližně 486 tisíc obyvatel. 

## Města
1. Erkrath
2. Haan
3. Heiligenhaus
4. Hilden
5. Langenfeld (Rheinland)
6. Mettmann
7. Monheim am Rhein
8. Ratingen
9. Velbert
10. Wülfrath